# Franciszek Marszałek

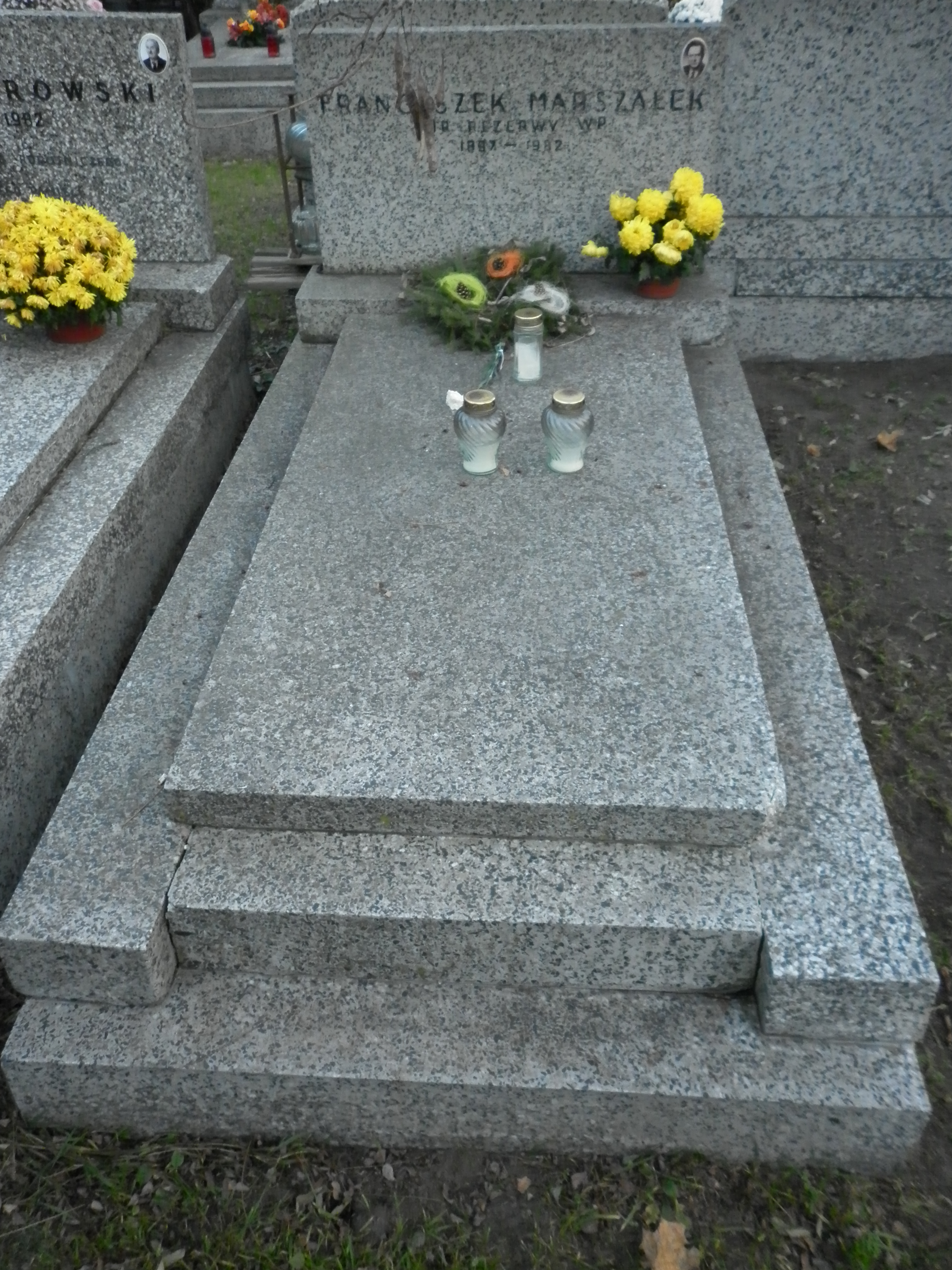
Grób Franciszka Marszałka na Wojskowych Powązkach

Franciszek Marszałek (ur. 10 października 1897 w Wyszogrodzie, zm. 8 października 1982) – działacz komunistyczny, oficer UB w stopniu majora, 1945–1946 p.o. szefa WUBP w Lublinie, 1948 i 1950–1955 komendant ochrony Belwederu.

## Życiorys
Z zawodu malarz pokojowy. Działacz KPP od jej powstania, za działalność komunistyczną aresztowany w maju 1919 i skazany na 2 lata więzienia. Po zwolnieniu w 1922 ponownie aresztowany i skazany na 3 lata.
Jesienią 1939 przedostał się na tereny zajęte przez Armię Czerwoną. Po ataku Niemiec na ZSRR w czerwcu 1941 ewakuowany w głąb ZSRR, następnie zmobilizowany do Armii Czerwonej. W 1943 wstąpił do 2 DP im. H. Dąbrowskiego. W lipcu 1944 został skierowany do RBP. 14 września 1944 został kierownikiem kontrwywiadu PUBP w Radzyniu Podlaskim, a 12 stycznia 1945 kierownikiem tego urzędu. Od 13 września 1945 p.o. kierownika Wydziału I WUBP w Lublinie, a od 1 grudnia 1945 p.o. kierownika/szefa WUBP w Lublinie. 1 czerwca 1946 został kierownikiem Sekcji 1. Wydziału III Departamentu I MBP, a 1 listopada 1947 oficerem ochrony osobistej Sekcji 5. Oddziału II Wydziału Ochrony Rządu. Od 1 lutego 1948 był komendantem ochrony Belwederu Wydziału Ochrony Rządu, od 1 stycznia 1949 zastępcą komendanta ochrony Belwederu, a od 1 stycznia 1950 ponownie komendantem ochrony Belwederu. Od 1 kwietnia 1955 do 31 października 1957 był komendantem Komendantury Wydziału I Departamentu VIII.
17 września 1946 został odznaczony Krzyżem Kawalerskim Orderu Odrodzenia Polski.
Zmarł w 1982, został pochowany na Cmentarzu Wojskowym na Powązkach (kwatera D37-1-15)